# Korean Star
El MV Korean Star fue un granelero construido en 1984 que naufragó el 20 de mayo de 1988 cerca de Cabo Cuvier, Australia Occidental.

## Hundimiento
El Korean Star zarpó de Hong Kong el 11 de mayo de 1988 en lastre con 19 tripulantes a bordo, en ruta a cargar sal del lago Macleod. Mientras estaba anclado frente al cabo Cuvier, arrastró sus anclas como resultado de las condiciones climáticas ciclónicas asociadas con el ciclón Herbie y naufragó el 20 de mayo de 1988.
El buque fue declarado pérdida total constructiva tras partirse en dos poco después de encallar. Los restos se encuentran a tan solo 56 metros de la costa, en la base de un acantilado dentro de los límites de Quobba.